# John Soulis
Sir John Soulis (auch Soules) († 14. Oktober 1318 in Faughart, County Louth) war ein schottischer Ritter.
John Soulis war der zweite Sohn von Nicholas de Soulis und dessen Frau Margaret Comyn. Sein Vater war Lord of Liddesdale, starb aber bereits Ende 1296. Die Familienbesitzungen erbte Johns älterer Bruder William. Wie sein Bruder war John als Verwandter der Comyns ein Gegner des schottischen Königs Robert I., der 1306 John Comyn of Badenoch ermordet hatte. Soulis verbrachte mindestens einen Teil seiner Jugend in Frankreich, wo er wahrscheinlich seinen im Exil lebenden Großonkel John de Soules kennenlernte. Vor 1314 wurde Soulis zum Knight Bachelor geschlagen. Nach der Schlacht von Bannockburn kehrte er im November 1314 aus Frankreich nach Schottland zurück, um seinen in schottische Gefangenschaft geratenen Verwandten Richard Soulis auszulösen, der auf englischer Seite an der Schlacht teilgenommen hatte. Danach wechselte er die Seiten und leistete Robert I. den Treueschwur. Als landloser Ritter schloss er sich 1315 Edward Bruce, dem Bruder des schottischen Königs an, als dieser einen riskanten Feldzug nach Irland unternahm. Spätestens 1316 war er wieder in Schottland, als der englische Militär Andrew Harclay von Carlisle aus in Eskdale einfiel. Dabei konnte Soulis mit einer kleinen Truppe Harclay bei einem Scharmützel gefangen nehmen. Vor 1318 war Soulis wieder in Irland, wo er an einem weiteren Feldzug von Edward Bruce teilnahm. Dabei fiel er wie Bruce in der Schlacht bei Faughart bei Dundalk. Er hinterließ keine Kinder. Seine Besitzungen, die er bei Kirkandrews in Dumfriesshire erhalten hatte, fielen an seinen Bruder William.